# 唐伯明
唐伯明（1962年10月—），男，江苏东台人。博士后，教授，博士生导师。现任重庆交通大学校长，重庆市人民政府决策咨询专家委员会委员，兼任重庆市科技协会副主席。

## 生平
1981-1985年，唐伯明在南京工学院（现东南大学）道路工程专业学习；
1985-1990年，唐伯明在东南大学道路与交通工程专业攻读硕士、博士学位；

1990-1992年，同济大学博士后；
1992-1995年，任同济大学副教授、硕士生导师； 
1995-1999年，任日本国立长冈科技大学副教授、博士生导师；

1999-2004年，从日本回国到重庆工作，先后任重庆市公路局副局长、重庆市交通委员会副主任；
2004年9月-至今，任重庆交通大学党委委员、副书记、校长，重庆市政协委员，重庆市人民政府决策咨询专家委员会委员，重庆留学人员联谊会副会长。